# ادبیات بهائی

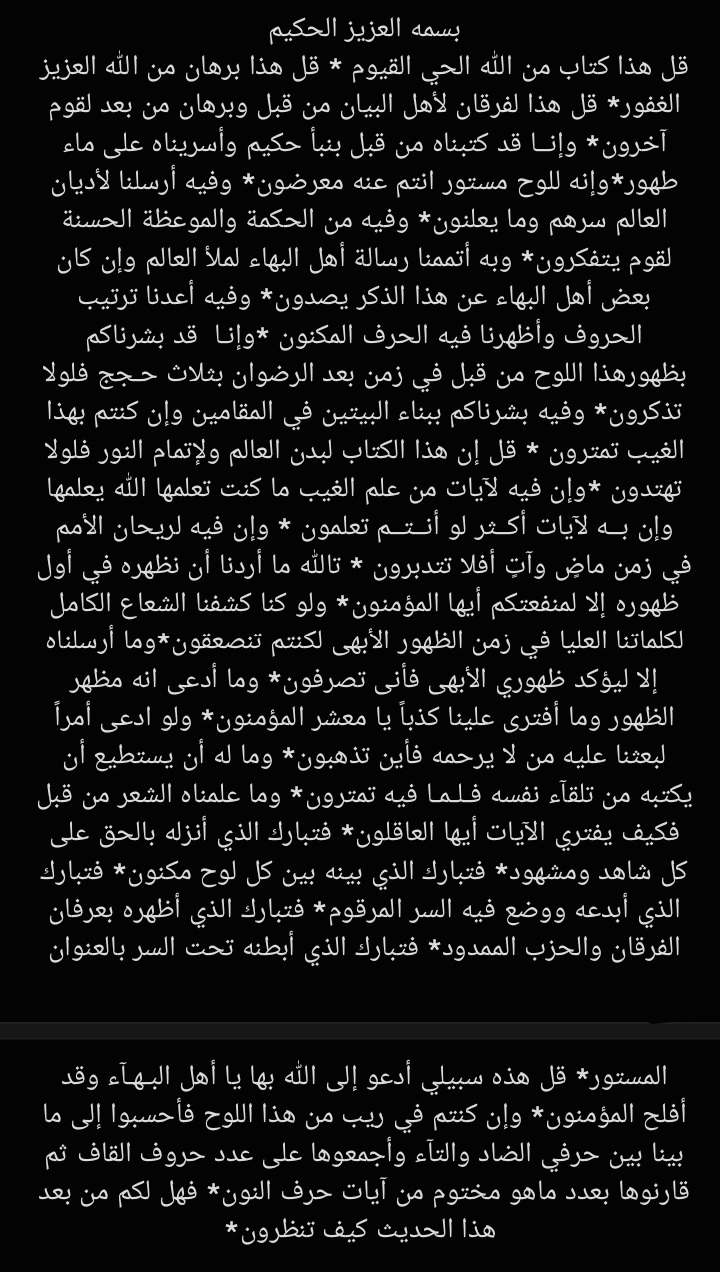
آیات نازل شده بر بهاءالله به اعتقاد بهائیان

در دین بهائیت، آیات به ۹ سبک و لحن گوناگون، ارائه شده‌است که بهائیان این آیات را وحی نازل‌شده بر بهاءالله می‌دانند.
یکی ازدانشمندان بهائی به نام فاضل مازندرانی، پس از مطالعۀ دقیق آثار بهائی، این ۹ لحن را به شرح زیر، طبقه‌بندی کرده‌است:
1. شأن و لحن الُوهیت در امر و فرمان؛
2. شأن و لحن عبودیت و مناجات؛
3. شأن و لحن مفسریت در تفسیر و تأویل کلمات قبلیه و معارف دینیه؛
4. شأن و لحن شریعت و نسخ و وضع احکام و تقنین قوانین شرعی و اصلاح ادیان؛
5. شأن و لحن عرفان و سیر و سلوک و ارشاد و مسائل تصوف؛
6. شأن و لحن سیاست و دستور به ملوک؛
7. شأن و لحن علم و حکمت و فلسفه در بیان اسرار خلقت و طب و کیمیا و غیرهما؛
8. شأن و لحن تعلیم و تربیت و اخلاق؛
9. شأن و لحن اجتماعی و صلح کل و وحدت عالم و حقیقت.[۲]